# 瀬戸真由美
瀬戸 真由美（せと まゆみ）は、日本の女性声優。かつて青二プロダクションに所属していた。

## 出演

### テレビアニメ
1990年
- かりあげクン（アベック女）
- キテレツ大百科（桜井妙子〈初代〉、女生徒、園児、ウェートレス）
- まじかる☆タルるートくん（1990年 - 1992年、女生徒、女子銀行員、電気、女性、TV画面の女、にるる、女、女子生徒、アイテムショップ店長、アナウンス嬢、レポーター、ウエイトレス、女の子）
- 私のあしながおじさん（女生徒）

1991年
- おにいさまへ…（仲矢順子）
- きんぎょ注意報!（みーこ、都会ノ学園生徒、女生徒）
- 魔法使いサリー（1989年版）（フローラ 他）

1992年
- ウルトラマンキッズ 母をたずねて3000万光年（ユートムトムB）
- スーパービックリマン（子供）
- 美少女戦士セーラームーン（ゆみこ、女の子、女子生徒、女性）

### 劇場アニメ
- 剣之介さま（子供達）
- ドラゴンクエスト ダイの大冒険 起ちあがれ!!アバンの使徒（少女）
- ドラゴンボールZ 極限バトル!!三大超サイヤ人（女性客）

### OVA
- 3×3 EYES（女生徒2）
- スーパーリアル麻雀 麻雀バトルスクランブル（愛菜）
- スローステップ（部員B、部員C）
- トランスフォーマーZ（マイクロトランスフォーマーB）
- ロードス島戦記（パーン少年時代）

### ゲーム
- スーパーリアル麻雀PIV（愛菜）
- ドラゴンナイトⅡ(PCエンジン版) (マリー)

| スタブアイコン | サブスタブ | この項目は、まだ閲覧者の調べものの参照としては役立たない、声優（ナレーターを含む）に関連した書きかけの項目です。この項目を加筆・訂正などしてくださる協力者を求めています（P:アニメ/PJ:芸能人）。 |